# Amandus Augustus Abendroth

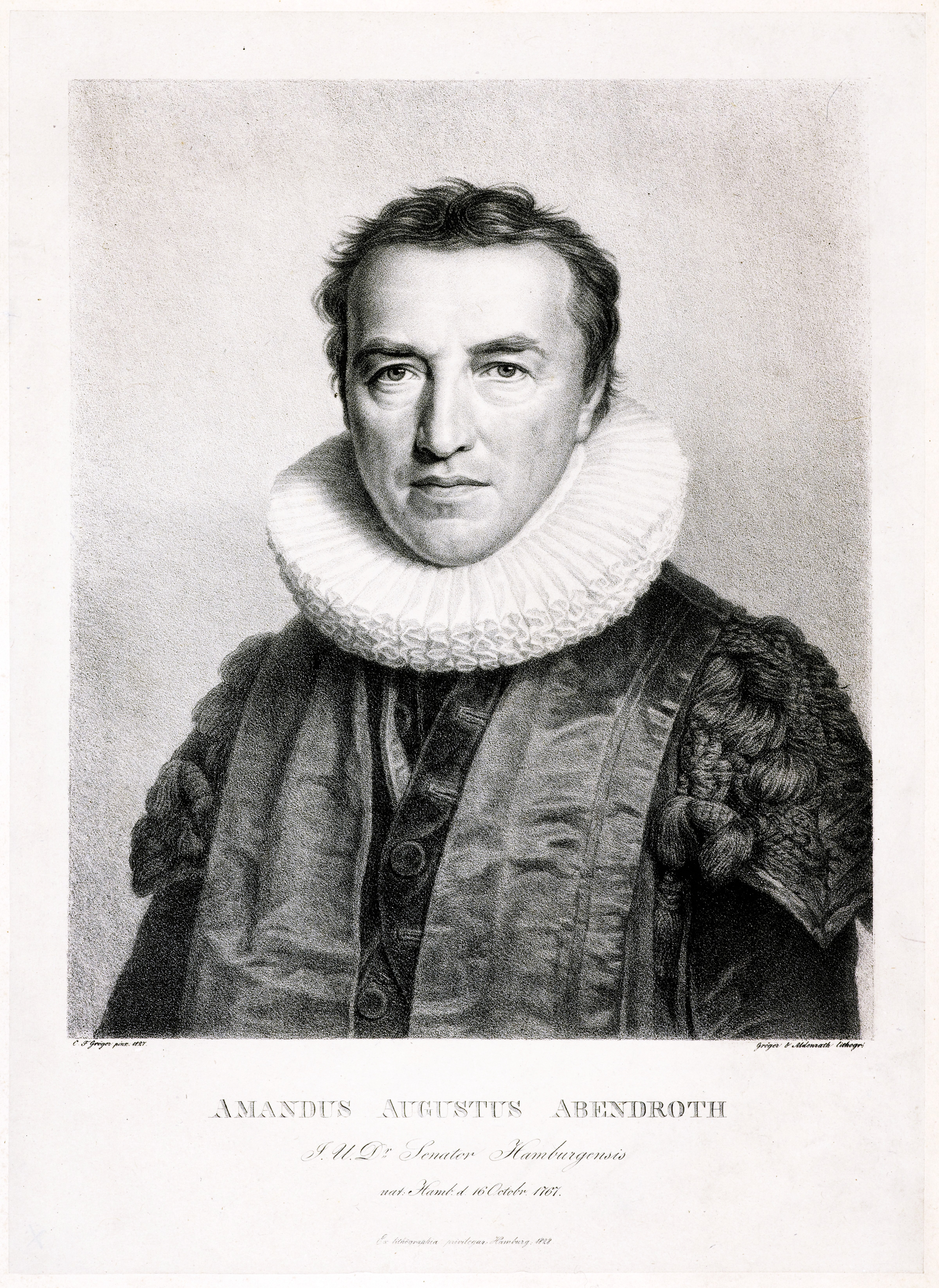
Lithografie Heinrich Jacob Aldenrath nach einem Porträt von Friedrich Carl Gröger, Amandus Abendroth, 1828

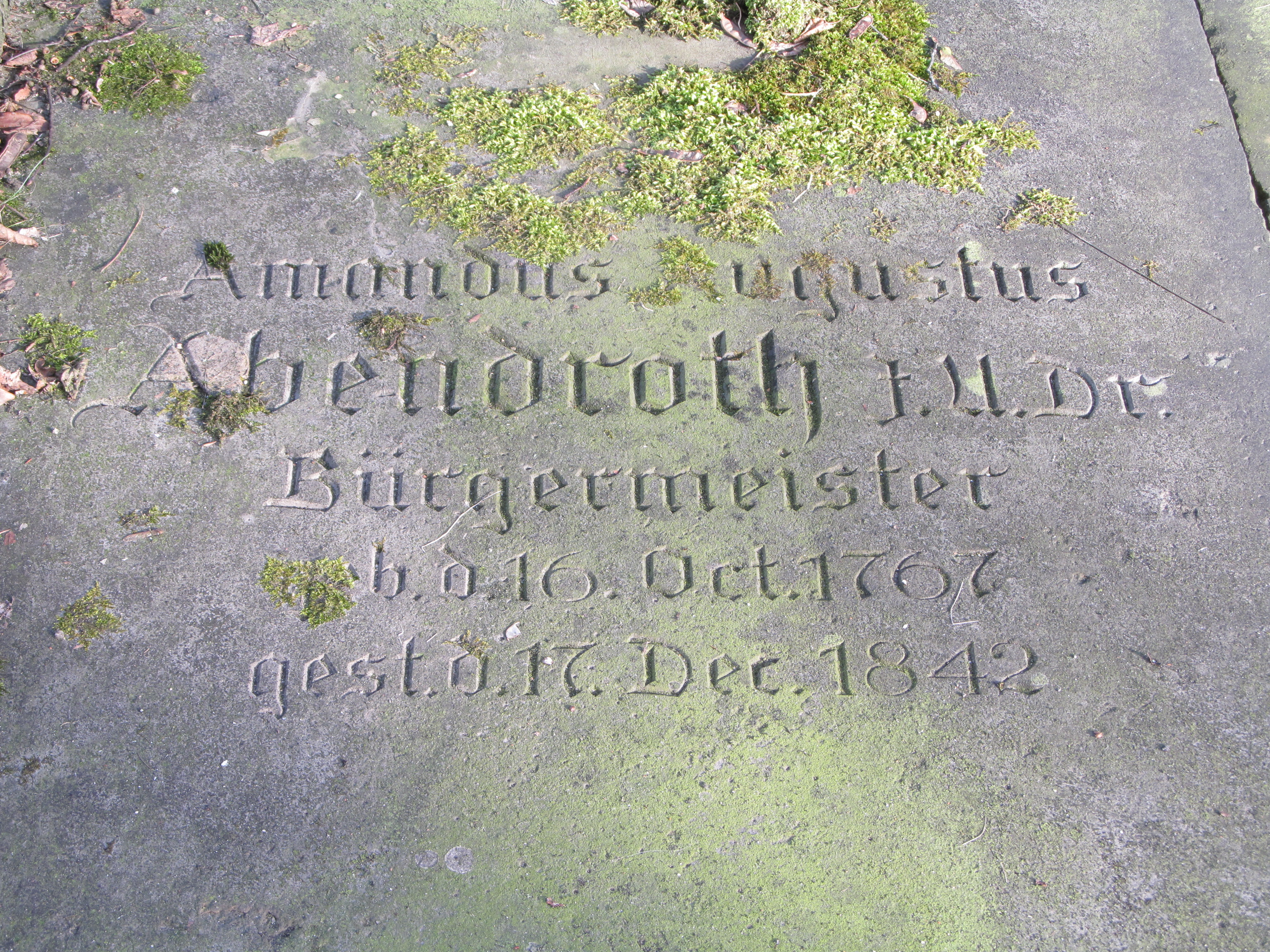
Grabmal Abendroths auf dem Alten Hammer Friedhof in Hamburg-Hamm

Amandus Augustus Abendroth (* 16. Oktober 1767 in Hamburg; † 17. Dezember 1842 ebenda) war ein hamburgischer Politiker. Er war Senator, Ritzebütteler Amtmann und von 1831 bis kurz vor seinem Tod Bürgermeister.

## Leben
Amandus Augustus Abendroth ist der Sohn des aus Scheibenberg stammenden Notars und Gerichtsprokurators Abraham Augustus Abendroth und der in Bargteheide geborenen Johanna Maria Groot. Seine Mutter starb wenige Wochen nach seiner Geburt. Sein Sohn war der Unternehmer August Abendroth und seine Enkelin dessen Tochter, die Malerin Helene Ross.
Er studierte ab 1787 in Erlangen und Göttingen Rechtswissenschaften und promovierte 1790 in Göttingen zum Doktor der Rechte. Am 6. Oktober 1792 heiratete er in Venedig die Schwägerin des Freundes und späteren Senatskollegen Johann Heinrich Bartels Johanna Magdalena von Reck (1773–1854); beide hatten neun Kinder. Der älteste Sohn August Abendroth wurde ebenfalls Advokat und war ein Förderer der Künste. Ein weiterer Sohn war der spätere Bürgerschaftsabgeordnete Carl Eduard Abendroth.
Mit 28 Jahren wurde er zum Vorsteher der u. a. von Caspar Voght initiierten Allgemeinen Armenanstalt ernannt und 1800 in den Senat gewählt. Während der französischen Besatzung war er als Amtmann in Ritzebüttel tätig. 1811 wurde er von den Franzosen als Maire nach Hamburg zurückgeholt. Am 24. Februar 1813 brach ein spontaner Volksaufstand gegen die französische Besatzung aus. Nachdem dieser auch durch Einsatz aus dem benachbarten Altona zu Hilfe gerufenen dänischen Militärs niedergerungen war, organisierte Abendroth eine sich aus der Hamburger Kaufmannschaft rekrutierende Bürgerwehr, die künftig Plünderungen in den Häusern der wohlhabenden Bürger unterbinden sollte. Bei Rückkehr der Franzosen im Juni 1813 wurde er seines Dienstes enthoben und durch Friedrich August Rüder ersetzt. Er verfasste während der Verbannung durch Napoleon 1813/14 die Reformschrift Wünsche bei Hamburgs Wiedergeburt.
Er gründete 1816 das Nordseebad Cuxhaven und war seit 1821 erster Polizeiherr in Hamburg. 1799 wurde Abendroth in den Bund der Freimaurer aufgenommen, 1820 wurde er Ehrengroßmeister der Hamburger Freimaurer-Großloge Loge d'Hambourg (heute Absalom zu den drei Nesseln). Mit dem Gedanken, die Menschen zur Selbsthilfe zu motivieren, gründete er 1827 die Hamburger Sparkasse. 1828 wurde er Landherr in Hamm und Horn, 1830 ältester Landherr der Geestlande, zweiter Landherr wurde Martin Hieronymus Schrötteringk. Am 29. Juli 1831 wurde Amandus Augustus Abendroth erneut zum Hamburger Bürgermeister gewählt. Er amtierte bis zu seinem Tod auch als oberster Schulaufseher (Protoscholarch).
1834 hatte Abendroth einen 1805 von Joseph Ramée angelegten Park im heutigen Stadtteil Hoheluft-Ost gekauft und ihn durch den Garteninspektor des botanischen Garten am Dammtor Johann Heinrich Ohlendorff erneuern lassen. Neben zahlreichen Pflanzen standen auch mehrere Gewächshäuser: Orangerie, ein großes und ein kleines Ananashaus und zwei Weinhäuser.
Abendroth starb 1842 nach langer Krankheit und wurde auf dem heute unter Denkmalschutz stehenden Hammer Friedhof an der Dreifaltigkeitskirche in Hamburg-Hamm beigesetzt.

## Ehrungen
- Nach ihm sind in Cuxhaven das Amandus-Abendroth-Gymnasium, die Abendrothschule Cuxhaven und die Abendrothstraße benannt.
- In Hamburg trägt das 1821 von Abendroth gegründete Magdalenen-Stift („für verführte und gefallene Mädchen“) seit 1921 den Namen Abendroth-Haus. Die Einrichtung wendet sich mit stationären, teilstationären und ambulanten Hilfsangeboten an Mädchen, junge Frauen und Familien.
- 1864 wurde der Abendrothsweg in Hamburg-Eppendorf nach ihm benannt.[2]
- Das Schiff Bürgermeister Abendroth trägt seinen Namen.

## Werke
- Bemerkungen über die Armen-Anstalt von 1791 und 1830. Nestler und Melle, Hamburg 1832, Digitalisat
- [als Herausgeber]: Ritzebüttel und das Seebad zu Cuxhaven, Perthes & Besser, Hamburg 1818, Digitalisat

## Porträts
- Friedrich Carl Gröger, Porträt (halbe Figur), Bürgermeister Amandus Augustus Abendroth, Leinwand: 62 × 53 cm, bez.: 1827[3].
- Carl Friedrich Gröger, Heinrich Jakob Aldenrath, Amandus Augustus Abendroth, Bildgr. 36 × 26 cm, Lithographie, Hamburg 1828, SUB Hamburg, Hamburgensien: Portraits
- Edmé Quenedey, Amandus Augustus Abendroth, Plattengr. 10 × 9 cm, Radierung, Paris 1811, SUB Hamburg, Hamburgensien: Portraits
- Friedrich Carl Gröger, Porträt (halbe Figur), Johanna Magdalena Abendroth, geb. von Reck, Leinwand: 62 × 53 cm, bez.: 1827[4]